# Sun Group
Sun Group est une société de conglomérats de médias indiens basée à Chennai, Tamil Nadu, en Inde,. Il a été fondé par Kalanithi Maran en 1992.